# Zeeslag bij Nieuwpoort

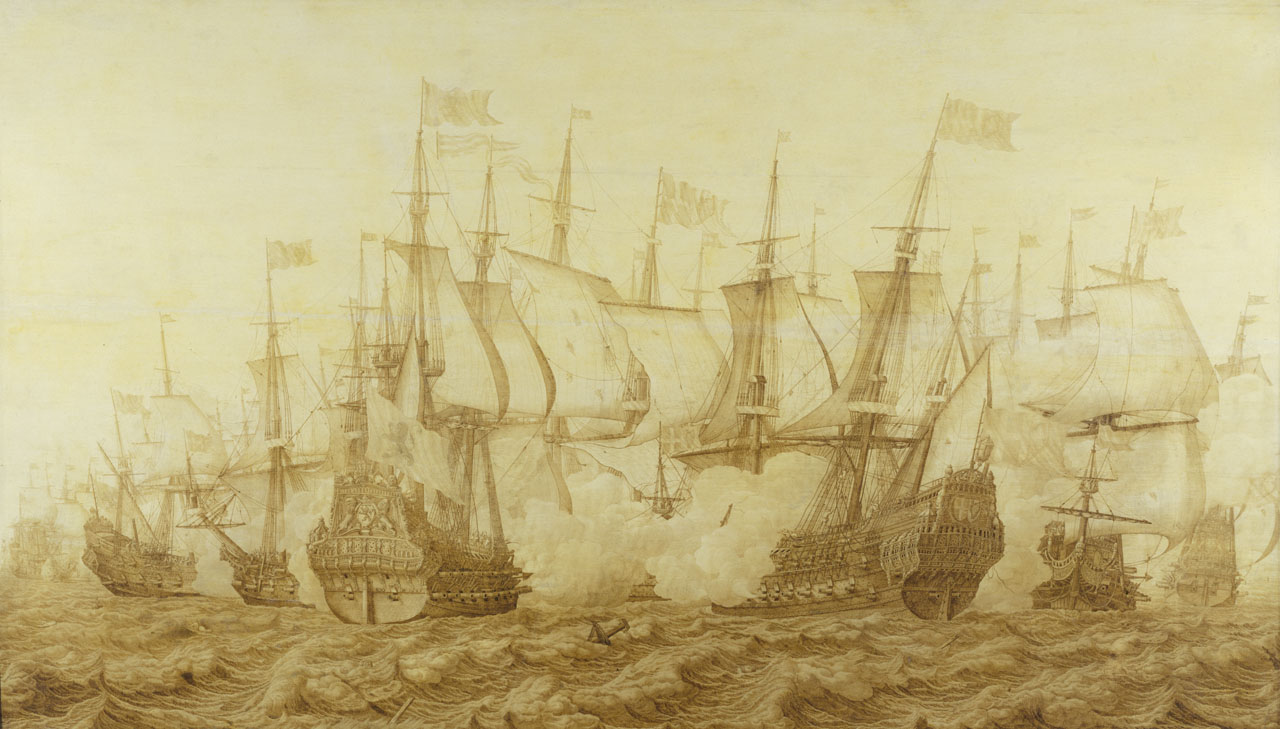
De Slag bij de Gabbard, 12 juni 1653 door Heerman Witmont, toont het Nederlandse vlaggenschip Brederode, rechts, in gevecht met het Britse schip Resolution, de tijdelijke naam tijdens de Commonwealth van de HMS Prince Royal.

De Zeeslag bij Nieuwpoort vond plaats op 12-13 juni 1653, en wordt vaak ook de Slag van de Gabbardbank of de Slag bij Noord Voorland genoemd. In het Engels heet hij de Battle of the Gabbard. De latere Tweedaagse Zeeslag wordt overigens ook weleens de Slag bij Noord Voorland genoemd. Verwarring kan ook ontstaan met de beroemde Slag bij Nieuwpoort uit 1600 die echter door legers op het land werd geleverd.
Hij vond plaats tijdens de Eerste Nederlands-Engelse Oorlog, vlak bij de Gabbard-zandbank tussen vloten van de Britse Commonwealth en de Verenigde Provinciën. De slag eindigde in een van de zwaarste maritieme nederlagen uit de Nederlandse geschiedenis.

## Aanleiding
Na de nederlaag in de Driedaagse Zeeslag waren de Nederlanders uit het Kanaal verdreven. De Noordzee moest koste wat kost opengehouden worden en daarvoor was het nodig de Engelse vloot weer uit te dagen, ondanks het feit dat die, zoals in de vorige slag was gebleken, de linietactiek was gaan toepassen waardoor het voor de meest lichtere Nederlandse schepen onbegonnen werk was geworden de Engelsen te verslaan. In een linie kon een verdedigende formatie haar vuurkracht optimaal benutten en concentreren op de aanvaller, die, indien hij in vuurkracht zwakker was, slechts mocht hopen de vijand te kunnen bereiken voor een entering, waarvan de afloop op zich ook al ongewis was. Aangezien alle betrokken Nederlanders terdege beseften dat de slag weinig meer was dan een veredelde zelfmoordactie, was het moreel erg laag.

## Verloop
De Engelse vloot bestond uit een tachtigtal schepen onder het bevel van de "generaals-ter-zee" Richard Deane en George Monck op de Resolution (centrumeskader van de Rode Vlag) en admiraals John Lawson op de George (voorhoede-eskader van de Blauwe Vlag) en William Penn (achterhoede-eskader van de Witte Vlag). De Nederlanders hadden 98 schepen en zes branders: ze waren verdeeld in vijf eskaders onder leiding van bevelhebber luitenant-admiraal Maarten Tromp, viceadmiraal Witte de With, viceadmiraal Johan Evertsen, waarnemend viceadmiraal Pieter Florisse en commandeur Michiel Adriaanszoon de Ruyter. De conditie van de Nederlandse vloot was slecht. Veel schepen waren door aangroeisels slecht bezeild en de schade uit de vorige slag was nogal eens gerepareerd door vernageling: men had beschadigde beplanking en spanten niet vervangen met nieuwe delen maar de oude gewoon weer in verband gespijkerd.
Op 12 juni viel Tromp rond elf uur aan. De Engelsen ontplooiden echter zoals gevreesd een linie en de aanval werd afgeslagen. Het lukte Tromp om met zijn eskader en dat van De Ruyter de Engelse voorhoede te omvatten, maar Lawson werd door Monck en Penn te hulp geschoten en ontzet. Tromps vlaggenschip de Brederode enterde de James, William Penns schip, maar de enterploeg werd teruggedreven zodat op haar beurt de Brederode geënterd werd. Tromp moest zijn eigen bovendek opblazen om van de Britten verlost te raken. De Nederlandse schepen raakten zwaar beschadigd — daarbij was er één gezonken en een tweede plots de lucht ingegaan — en waren vrijwel door hun kruit heen, maar Tromp besloot het desalniettemin de volgende dag opnieuw te proberen, in een wanhopige poging de Engelsen zo veel schade toe te brengen dat men van een blokkade van de Nederlandse kust zou moeten afzien. Dit liep zeer slecht af. Vlak voor men de Engelse linie zou bereiken, viel de wind stil. De Nederlandse schepen bleven in een optimaal bereik voor de Engelse kanonnen liggen en werden zowat aan diggelen geschoten. Toen de wind weer opstak, verbraken de Engelsen hun verdedigende formatie om zich op de Nederlanders te storten, ondertussen versterkt door het eskader van generaal-ter-zee Robert Blake met achttien schepen. De vloot van de Republiek sloeg op de vlucht. Tromp werd aangevallen door een dozijn vijanden. Ternauwernood wisten De With en De Ruyter hem te ontzetten. Van een gecoördineerd gevecht was er echter geen sprake meer. De meest beschadigde schepen vielen in handen van de Engelsen en de rest probeerde het vege lijf te redden door zijn heil te zoeken in het traditionele toevluchtsoord: de Vlaamse zandbanken.

## Resultaat
Toen de slag voorbij was had de Nederlandse vloot in totaal zeventien schepen verloren, waarvan zes gezonken waren en elf buitgemaakt werden. Alleen in de Slag bij Lowestoft zou dit aantal geëvenaard worden. Daaronder gingen drie branders verloren, die soms niet meegeteld worden omdat het in de bedoeling lag ze te verbruiken. De Engelse verliezen waren licht. Generaal Richard Deane werd gedood tijdens het allereerste vuurcontact, zodat Monck het commando over hun eskader moest overnemen. Omdat de vloot grotendeels op de vlucht geslagen was, werd een groot aantal kapiteins voor de krijgsraad gebracht, daaronder ook enkelen met een bevelspositie, zoals Jacob Cleydeyck, de oom van de latere admiraal Philips van Almonde. De meest dringende gevallen waren al door Tromp op 18 juni ter zee veroordeeld: luitenant de Jager en kapiteins Pascaert en Naeuoogh moesten met kluisters rond de nek aanhoren dat ze werden gedemoveerd en voorgoed oneervol ontslagen en hun wedde moesten terugbetalen, terwijl De With ze toevoegde dat ze van geluk mochten spreken: zelf had hij ze meteen gehangen.
Na de slag blokkeerden de Engelsen enige tijd de Nederlandse havens waarbij ze flinke schade toebrachten aan de Hollandse scheepvaart en economie. De vloten zouden het weer tegen elkaar opnemen tijdens de Slag bij Ter Heijde.

## Scheepslijst
Een probleem bij het vaststellen van welke Nederlandse schepen deelnamen is dat in de eerste helft van de 17e eeuw vaak alleen lijsten van kapiteins werden gegeven. Lastig is ook dat vaak particuliere oorlogsbodems, zogenaamde directieschepen, meededen. Van de volgende schepen is bekend dat ze meededen:
Brederode (54 kanonnen)  Admiraliteit Rotterdam luitenant-admiraal Maarten Tromp

Vreede (44)  Amsterdam commandeur Gideon de Wildt

Prinses Louise (36)  R schout-bij-nacht Abel Roelants (Vader Abel)

Vrijheid (46)  A viceadmiraal Witte de With, Abraham van der Hulst vlaggenkapitein 

Fazant (32)  A commandeur Jan Jansz Lapper 

Prins te Paard (38)  R waarnemend schout-bij-nacht Jacob Cleydyck

Leeuwin (30)  Zeeland viceadmiraal Johan Evertsen, vlaggenkapitein Claes Janszoon 

Wapen van Zeeland (30) Z commandeur Cornelis Evertsen de Oude

Amsterdam (30)  Z waarnemend schout-bij-nacht Adriaan Kempen

Wapen van Monnickendam (36)  Noorderkwartier waarnemend viceadmiraal Pieter Florisse 

Groningen (40) A commandeur Gillis Tijssen Campen

David en Goliad (34)  Amsterdam-directieschip  waarnemend schout-bij-nacht Claes Bastiaensz Jaersveld 

Witte Lam (40) Vlissingen-directieschip commandeur Michiel Adriaanszoon de Ruyter 

Neptunis (28)  Z schout-bij-nacht Adriaan Jansz den Gloeyenden Oven — gezonken 

Gekroonde Liefde (36)  Z ; waarnemend schout-bij-nacht Markus Hartman
Brak (18) A kapitein Jan Admiraal

Prins Willem (28) A Jan Jansz Boermans 

Bommel (30) A Pieter van Brakel

Kameel (28) Friesland Joost Bulter — gezonken 

Gekroonde Liefde (23) Z Dingeman Cats 

Westergo (28) F Tijmen Claeszoon — genomen

Postpaert (28)  F Isaak Codde 

Catarina (28)  A-D Jan Jacobsz Coppe — genomen 

Groningen (28)  Harlingen-directieschip Andries Douweszoon 

Vergulde Zon (28)  Edam-directieschip Jacob Claesz Duym — genomen

Vergulde Meerman (30) E-D Jan Fredericksz Hoeckboot

Eendragt (24) Z Andries Fortuijn 

Winthont (18)  A Dirk Pietersz Heertjes 

Kasteel van Medemblick (30)  NK Adriaan Houttuijn

Gideon van Saardam (34)  A-D luitenant-commandeur Ulrich de Jaeger

Sint Vincent (28)  Friesland-directieschip Adriaan Gerritsz Kleijntien 

Leiden (28) A Hendick Kroeger

Sint Matheeus (36)  A-D Cornelis Laurenszoon — genomen

Sint Matheus (34)  A-D Cornelis Naeuoogh 

Halve Maen (32)  Monnickendam-directieschip Hendrick Pieterszoon — genomen

Leeuwarden (36)  A Govert Reael

Rooseboom (28)  A-D luitenant-commandeur Bartholomeus Rietbeeck — genomen

Hoop (30)  A Boëtius Schaeff: gesneuveld

Dolphijn (32)  A Gerbrand Schatter

Stad Medemblick (30)  NK Pieter Schellinger — genomen

Elias (34)  A-D Frans Fransz Sluyter — genomen

Prinses Aemilia (28)  A Jan Fransz Smit, luitenant-commandeur voor Jan ter Stegen — gezonken 

Vergulde Pelicaen (28)  A-D Barend Tijmensz Soudaen — genomen

Omlandia (30)  A Jacob Troucquois 

Gelderland (28)  A Cornelis van Velsen — opgeblazen

Graaf Willem (40)  A Jan Gideonsz Verburch — gezonken 

Walvisch (30)  A-D Abraham Verleth 

Swarte Bul (36)  Kamer Middelburg-VOC Willem Volckertszoon 

David en Goliath (42)  Kamer Rotterdam-VOC Jan Adriaansz van de Werff

Gerechtigheid (36) Kamer Amsterdam-VOC Evert Pietersz Swart 

Campen (42)  A Willem van der Zaen

Gloeyenden Oven brander Z — genomen
Graaf Willem F Jan Coenders

Overijssel (22) R Dirk Vijgh

Utrecht (22) R 

Profeet Samuel Reynst Cornelisz Sevenhuysen